# The Boomtown Rats
The Boomtown Rats, er en rockgruppe fra Dún Laoghaire, lige udenfor Dublin i Irland. Gruppen blev dannet af vokalisten Bob Geldof i 1975, men allerede året efter flyttede de til London og blev en del af den begyndende new wave-retning. De slog igennem i 1978 med singlen "Like Clockwork" og albummet A Tonic for the Troops. Deres mest kendte sang er "I Don't Like Mondays" fra 1979, som en kommentar til forbrydelsen begået af Brenda Ann Spencer samme år.

## Album
- 1977 – The Boomtown Rats
- 1978 – A Tonic For The Troops
- 1979 – The Fine Art Of Surfacing
- 1981 – Mondo Bongo
- 1982 – V Deep
- 1984 – In The Long Grass
- 2020 – Citizens of Boomtown

| Musikgruppe | Spire Denne artikel om en musikgruppe er en spire som bør udbygges. Du er velkommen til at hjælpe Wikipedia ved at udvide den. |